# ПФК „Туран“
„Туран“ (на азербайджански: Turan Peşəkar Futbol Klubu) – азербайджански футболен клуб. Играе в Азербайджанска висша лига. Официално име – Професионален футболен клуб „Туран“. Основан през 1992 година.

## Успехи
Шампионат на Азербайджан
- Шампион (1): 1993-1994
  -  Сребърен медал (1): 1994-1995
    -  Бронзов медал (2): 1992, 1993

### Европейски клубни турнири
| година  | турнир       | кръг | съперник              | страна | домаки | гост | краен резултат |
| ------- | ------------ | ---- | --------------------- | ------ | ------ | ---- | -------------- |
| 1994/95 | Купа на УЕФА | 1Q   | Фенербахче (Истанбул) |        | 0:2    | 0:5  | 0:7            |

## Стадион
Клубът играе на градския стадион в град Товуз. Капацитет: 5000.

## Треньори
- Сакит Алиев: 2010-2011
- Реваз Дзодзуашвили: 2010-2011

## Български футболисти
- Кирил Николов: 2005 (есен) - (12 мача - 3 гола)
- Асен Николов: 2005/06 - (39 мача - 13 гола)
- Мартин Ковачев: 2011 - (12 мача - 0 гола)
- Борис Кондев: 2011 - (9 мача - 1 гол)
- Мартин Петков: 2023/24 - (14 мача - 3 гола)